# Dendryphantes balteatus
Dendryphantes balteatus är en spindelart som först beskrevs av Simon 1864.  Dendryphantes balteatus ingår i släktet Dendryphantes och familjen hoppspindlar. Inga underarter finns listade i Catalogue of Life.